# Miran Muhàmmad Xah I
Miran Muhammad Shah I fou sobirà farúquida de Khandesh, fill i successor d'Adil Khan III quan aquest va morir el 25 d'agost de 1520.
A Gujarat, Bahadur Shah havia succeït a Muzaffar Shah, i el nou sultà el va designar a Miran Muhammad Shah I com a hereu presumpte del seu sultanat i li va donar el títol de Shah.
Ala al-Din Imad Shah de Berar es va refugiar al seu regne després de ser derrotat per Burhan Nizam Shah d'Ahmadnagar i Miran va decidir ajudar-lo, però un primer intent va acabar en derrota. Llavors, a petició de Miran Muhammad Shah I i d'Ala al-Din Imad Shah, BahadurShah de Gujarat va enviar el seu exèrcit, junt al de Khandesh i Berar contra Ahmadnagar el 1528. El fort de Daulatabad fou conquerit i finalment els invasors només es van retirar quan Burhan Nizam Shah va acceptar la retirada i un tractat humiliant.
El 1532, Miran Muhammad es va unir a Bahadur Shah en la seva campanya contra Malwa i Chitor que va acabar amb la conquesta de Malwa per Gujarat. El 1534 Malwa i Gujarat foren ocupades per l'emperador mogol que va arribar fins a Khandesh però va haver de tornar a Agra degut a la incursió de Sher Shah en el seu territori i Bahadur va recuperar Gujarat i va enviar a Miran Muhammad i a Mallu Khan de Malwa per reconquerir Malwa. Miran Muhammad va ocupar Mandu, capital de Malwa. Fou en aquesta ciutat que va saber la mort de Bahadur Shah i es va proclamar sultà de Gujarat però va morir de malaltia de camí cap a Ahmedabad, el 4 de maig de 1537 i fou enterrat a Burhanpur
El va succeir el seu fill Raja Ahmad Shah.